# Pandemia
Pandemia est un roman policier écrit par Franck Thilliez et paru en 2015 aux éditions Fleuve noir. Il s'agit de la suite de Angor. Il reprend le duo d'enquêteurs constitué par le couple Lucie Henebelle et Franck Sharko, deux des personnages fétiches de l'auteur, qui se voient confrontés à une possible pandémie d'origine criminelle.

## Présentation
Le livre débute par deux épigraphes. La première de Dante dans La Divine Comédie : « Vous qui entrez, laissez toute espérance. ». La seconde de Patrick Berche dans L’Histoire secrète des guerres biologiques : « Enfin, l’utilisation du vivant pour détruire d’autres êtres vivants porte une charge émotionnelle liée aux fondements mêmes de notre espèce […] et peut paraître une violation ou une transgression par l’homme d’un tabou de la vie. ».

### Début de l'intrigue
L'équipe de Nicolas Bellanger est diminuée par la grippe contractée par plusieurs collègues. Des cygnes sont retrouvés morts dans le parc du Marquenterre en baie de Somme. Des SDF ont disparu près des égouts. Les enquêteurs cherchent quel est le point commun...
L'« homme en noir », personnage central de l'enquête précédente, se rappelle aux bons souvenirs de Bellanger : un message très personnel et un virus informatique qui paralyse les ordinateurs de la police.
L'épidémie de grippe, dont le foyer est Paris, paralyse peu à peu la France et se propage aux pays voisins. Acte délibéré quand les spécialistes de l'Institut Pasteur tracent le virus chez les oiseaux migrateurs et identifient le même virus que chez les humains : une souche très virulente et surtout capable de passer de l'oiseau à l'homme très rapidement, décuplant son pouvoir nocif. On se dirige droit vers une pandémie si les instigateurs ne sont pas arrêtés. Et cette épidémie de grippe ne semble être que la phase 1, préparatoire à un dessein encore plus dévastateur.
Et en dessous de ceci, se dessine l'envie de s'approcher toujours plus du centre des trois derniers cercles de l'Enfer selon Dante dans sa Divine Comédie.

### Personnages principaux
Pour son quatorzième roman, l'auteur réunit à nouveau ses deux personnages récurrents dont c'est la septième apparition respective :
- Lucie Henebelle, après La Chambre des morts, La Mémoire fantôme, Le Syndrome E, Gataca, Atomka et Angor,
- Franck Sharko, après Train d'enfer pour Ange rouge, Deuils de miel, Le Syndrome E, Gataca, Atomka et Angor.

On trouve aussi :
- L'« homme en noir » : personnage central de l'enquête précédente dans Angor ;
- Amandine Guerin : microbiologiste au Groupement d'Intervention Microbiologique de L'institut Pasteur de Paris ;
- Phong : compagnon de Amandine, atteint d'une affection immunodéficiente, ancien épidémiologiste à l'OMS ;
- Nicolas Bellanger : commissaire au 36, chef de Lucie et Franck ;
- Camille Thibault : compagne de Nicolas ;
- Jacques Levallois : lieutenant, collègue de Sharko au 36 ;
- Pascal Robillard : lieutenant, collègue de Sharko au 36.

## Publication

### Lancement
Le roman est complété par la reprise d'une nouvelle des Petits polars du Monde du 12 septembre 2012, renommée Avant Pandemia - Le Grand Voyage. L'action se déroule à bord d'un bateau de croisière low cost, qui s'arrête en pleine nuit. Une histoire d'oiseaux...

### Critiques
Une semaine après sa sortie le 4 juin 2015, le roman est en tête des ventes de romans selon le magazine Livres hebdo. Les critiques soulignent régulièrement la recherche du détail scientifique et la plausibilité du drame. En effet, Franck Thilliez est réputé pour effectuer un gros travail de recherche, scrupuleux, et pour ce roman il a travaillé avec des scientifiques de l'Institut Pasteur de Lille. Plausibilité car l'épidémie du virus Ebola en Afrique au printemps 2014 fait écho à la fiction et les soucis causés par la grippe A (H1N1) de 2009 sont encore frais dans les mémoires.
En 2020, le réalisme scientifique du roman sur la propagation d'une pandémie et ses conséquences humaines et sociales est rappelé dans certains médias qui font le parallèle avec la maladie à coronavirus Covid-19.

### Éditions
- Franck Thilliez, Pandemia, Paris, Fleuve noir, 4 juin 2015, 644 p. (ISBN 978-2-265-09903-6)